# توم جيرفيس
توم جيرفيس (بالإنجليزية: Tom Jervis)‏ مواليد 4 فبراير 1987، هو لاعب كرة سلة أسترالي بدأ مسيرته الاحترافية في سنة 2013 يلعب في الدوري الأسترالي لكرة السلة ويحمل الرقم 13.

## روابط خارجية
- توم جيرفيس على موقع كلية كرة السلة في سبورتس رفرنس.كوم (الإنجليزية)
- توم جيرفيس على موقع ريلجم (الإنجليزية)
- توم جيرفيس على موقع بروبوليرز (الإنجليزية)